# Helodon pleuralis
Helodon pleuralis är en tvåvingeart som först beskrevs av Malloch 1914.  Helodon pleuralis ingår i släktet Helodon och familjen knott. Inga underarter finns listade i Catalogue of Life.